# Robotron KC 87
Robotron KC 87 (KC 87) је кућни рачунар фирме Robotron који је почео да се производи у Немачкој током 1986. године.
Користио је U880 D (Z80 клон) микропроцесорску јединицу а RAM меморија рачунара је имала капацитет од 17 KB (слободно: 16), прошириво до 64 KB највише.
Као оперативни систем кориштен је KC 87 OS.

## Детаљни подаци
Детаљнији подаци о рачунару KC 87 су дати у табели испод.
|                       | |
| [ 1 ]                 | |
| Произвођач            | |
| Тип                   | кућни рачунар |
| Меморија              | 17 (слободно: 16), прошириво до 64 највише                                                                            |
| Поријекло             | Њемачка |
| Година                | 1986 |
| Тастатура             | уграђена, QWERTZ распоред, 65 тастера                                                                                 |
| Процесор              | |
| Фреквенција процесора | 1,75 |
| RAM                   | 17 (слободно: 16), прошириво до 64 највише                                                                            |
| ROM                   | 16 (4 OS, 10 BASIC, 2 мапа знакова)                                                                                   |
| Текст                 | 40x24 знакова (подесиво до 40x20)                                                                                     |
| Графика               | само графички режим са 128 унапред дефинисаних графичких и 96 текстуалних симбола у текстуалном приказу (8x8 пиксела) |
| Боја                  | црно/бијело, боја опциона (са 8 предњих и 8 позадинских боја)                                                         |
| Звук                  | уграђени мали звучник. Моно звук са 8 јачина звука и 6 октава опционо                                                 |
| Димензије             | 400x300x85 / 4,1 |
| Портови               | |
| Оперативни систем     | |